# Moritz von Biedermann

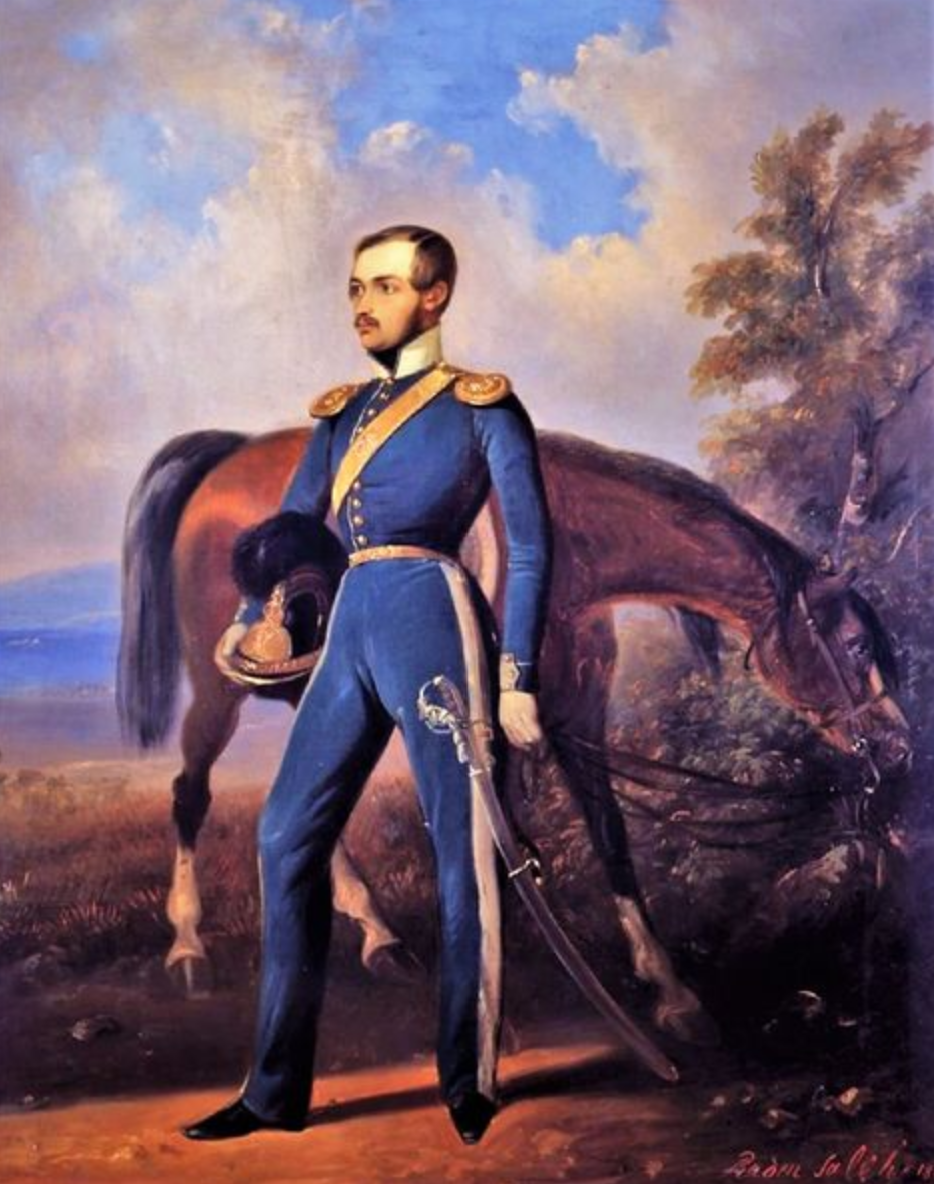
Oberleutnant Moritz von Biedermann

Moritz Oskar Freiherr von Biedermann (* 26. November 1818 in Marienberg; † 15. Mai 1899 in Böhla) war ein sächsischer Generalmajor und Rittergutsbesitzer.

## Leben

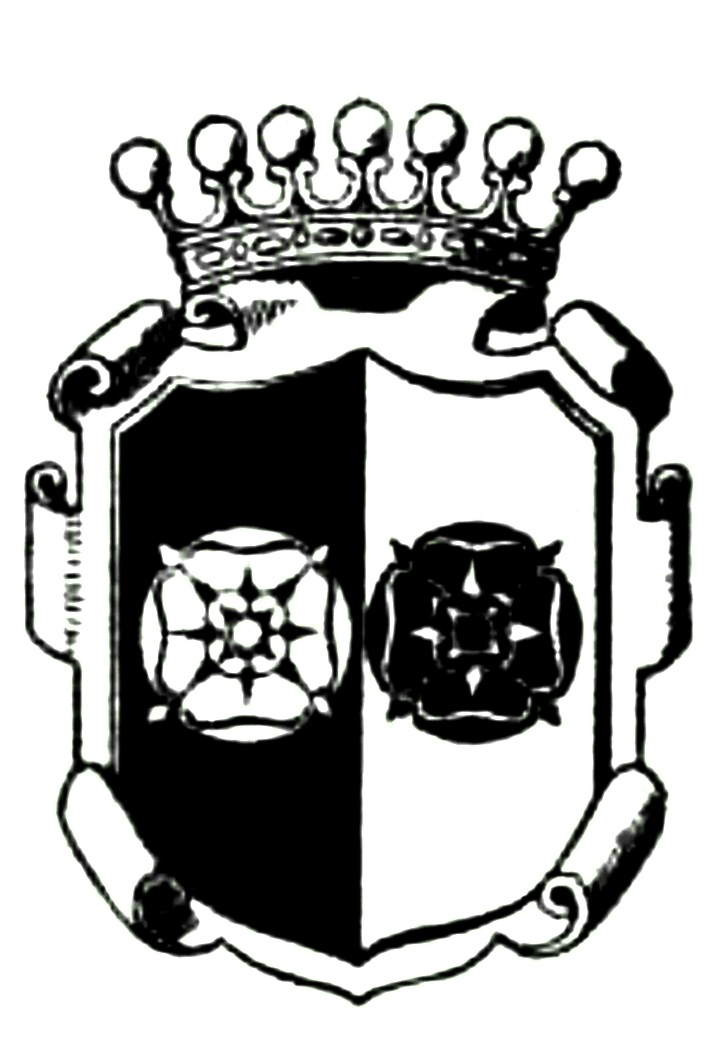
Wappen der Freiherren von Biedermann

### Herkunft
Moritz von Biedermann entstammte einer bürgerlichen Patrizierfamilie aus Chemnitz, welche dort 1432 urkundlich zuerst auftrat. Die belegte Stammreihe beginnt mit Blasius Bidermann, urkundlich 1538. Biedermanns Familie wurde am 23. Juni 1802 zu Preßburg mit seinem Großvater Traugott Andreas Biedermann in den Reichsadel- und Freiherrenstand erhoben. Die kursächsische Anerkennung dessen erfolgte am 21. August 1802 zu Pillnitz. Dessen Sohn Gustav Heinrich von Biedermann und dessen Ehefrau Caroline Tost waren die Eltern von Moritz. Er hatte drei Geschwister, nämlich den Goetheforscher Woldemar von Biedermann, Clementine (* 1820) und den Publizisten Detlev von Biedermann.

### Karriere
Moritz von Biedermann entschied sich für eine militärische Laufbahn und trat 1832 in den Kadettenkorps der sächsischen Armee ein. Nach vieljähriger Erziehung wurde er am 1. Januar 1837 unter Ernennung zum Fähnrich dem 2. Reiter-Regiment der sächsischen Kavallerie übergeben. Am 8. Januar 1838 avancierte er zum Leutnant beim Garde-Reiter-Regiment und durchlief in den folgenden Jahren eine typische militärische Karriere, wonach er am 2. Juni 1843 zum Oberleutnant beim 1. Reiter-Regiment aufstieg. Biedermann nahm innerhalb der 4. Schwadron des Garde-Reiter-Regiments an der Schlacht an der Düppel-Schanze im April 1849 teil, wo er sich deutlich auszeichnen konnte. Er wurde deshalb am 11. Juli des Jahres vom preußischen König Friedrich Wilhelm von Preußen mit dem Roten Adlerorden IV. Klasse mit Schwertern ausgezeichnet. Im Jahr 1850 wurde er in den sächsischen Generalstab versetzt, wo er in der taktischen Abteilung wirkte. Unter Beförderung zum Rittmeister wurde er Kommandeur einer Schwadron im 2. Reiter-Regiment in Grimma, wonach er die folgenden Jahre seinen Dienst verrichtete. Am 5. April 1860 wurde er zum überzähligen Major befördert, wonach er als etatsmäßiger Stabsoffizier zum Regimentsstab nach Grimma berufen wurde. In dieser Eigenschaft wurde er schließlich am 29. Mai 1865 zum Oberstleutnant befördert. Er stieg schon am 19. August 1865 zum Oberst und Regimentskommandeur des 1. Reiter-Regiments in Großenhain. Nach einigen Monaten in dieser Verwendung erfolgte am 12. April 1866 die Beförderung zum Generalmajor und Kommandeur der 2. Reiter-Brigade. Er führte seinen Verband im Krieg gegen Preußen und wurde nach anschließender Niederlage sowie Neuorganisation der sächsischen Armee am 1. April 1867 zum Brigadekommandeur der 2. Kavallerie-Brigade Nr. 24 ernannt. Unter Genehmigung seines Abschiedsgesuches wurde er am 22. November 1869 zur Disposition gestellt und kümmerte sich fortan um sein Rittergut. Er wurde in Forchheim begraben.

### Familie
Moritz war seit dem 11. Oktober 1847 mit Adelaide von Seelhorst, Tochter eines sächsischen Rittmeisters, verheiratet. Aus der Ehe entstanden zwei Söhne, nämlich Edgar und Christoph.